# Odontopygidae
Odontopygidae é uma família de milípedes pertencente à ordem Spirostreptida.

## Géneros
Géneros:
- Allantogonus Attems, 1912
- Aquattuor Frederiksen, 2013
- Archepyge Manfredi, 1939